# Getúlio Vargas (Rio Grande do Sul)

Getúlio Vargas este un oraș în Rio Grande do Sul (RS), Brazilia.